# خانه شعبانی مقدم
خانه شعبانی مقدم مربوط به دوره قاجار است و در کاشان، خیابان بابا افضل شمالی، کوچه میدان کهنه، جنب زیارت طاهر و منصور، پلاک ۷ واقع شده و این اثر در تاریخ ۱۶ دی ۱۳۸۷ با شمارهٔ ثبت ۲۴۴۶۰ به‌عنوان یکی از آثار ملی ایران به ثبت رسیده است.